# 杨懿文
杨懿文（1966年7月—），男，汉族，湖南汨罗人，中华人民共和国政治人物，曾为中国共产党党员、第十三届全国人民代表大会湖南地区代表，中共常德市委书记等职。

## 生平
生于今汨罗市黄柏乡神鼎村。1987年毕业于长沙大学新闻专业。早年担任警察，後出任长沙县人民政府县长、中共长沙县委书记。
2016年4月，任娄底市人民政府市长。2018年2月24日，当选为第十三届全国人大代表。2021年4月，任中共常德市委书记。

### 落马
2021年11月18日17时，湖南省纪委监委官方网站“三湘风纪网”宣布杨懿文涉嫌严重违纪违法，正接受省纪委监委纪律审查和监察调查。30分钟后，该网站发布消息，杨懿文的妻子，长沙市公安局党委副书记、副局长李湘江涉嫌严重违纪违法，经省纪委监委指定，正接受常德市纪委监委纪律审查和监察调查，成为又一对双双落马的腐败“夫妻档”。翌日，杨懿文之妹、已经于2021年3月退休的湖南省长沙市广播电视台（集团）原人力资源部主任杨文利也因为严重违法违纪，正接受望城区纪委监委纪律审查和监察调查。2022年4月，被湖南省人大常委会罢免全国人民代表大会代表职务，代表资格终止。同年5月，遭到开除党籍、开除公职处分。
经审理查明：2001年至2021年，被告人杨懿文利用担任长沙市外贸局党委书记、局长，商务局党委副书记、局长，长沙县人民政府县长，长沙经开区管委会主任，长沙县委书记、县长，长沙经开区党工委书记，娄底市人民政府市长，常德市委书记等职务便利，或者利用职权或者地位形成的便利条件，通过其他国家工作人员职务上的行为，在工程承揽、规划调整、土地出让金减免、房地产预售许可、土地招拍挂等事项上为有关单位或个人提供帮助，收受他人财物共计折合人民币6979.3466万元，其中3373.6657万元尚未实际取得。并获得股份分红9.0718万元。被告人杨懿文在担任长沙县人民政府县长、长沙县委书记、长沙县招商引资工作领导小组组长期间，违反《中华人民共和国土地管理法》等法律、法规，滥用职权，致高速公路服务区土地被不具备竞买资格的单位低于市场价竞得，造成国家经济损失1305.41万元。
2023年3月23日，株洲市中级人民法院以受贿、滥用职权数罪并罚，判处杨懿文有期徒刑16年6个月，并处罚金人民币350万元，对杨懿文犯罪所得及其孳息依法予以没收，上缴国库，杨懿文当庭表示服从法院判决，不上诉。